# Rio Bertea
O Rio Bertea é um rio da Romênia afluente do Rio Vărbilău, localizado no distrito de Prahova.